# Resele distrikt
Resele distrikt är ett distrikt i Sollefteå kommun och Västernorrlands län. Distriktet ligger omkring Resele i västra Ångermanland. 

## Tidigare administrativ tillhörighet
Distriktet inrättades 2016 och utgörs av Resele socken i Sollefteå kommun.
Området motsvarar den omfattning Resele församling hade 1999/2000.

## Tätorter och småorter
I Resele distrikt finns två småorter men inga tätorter. 

### Småorter
- Resele
- Västerrå och Österrå

### Övriga orter
- Gåsnäs
- Selsjön